# Штутман, Павел Леонидович
Павел Леонидович Штутман (род. 10 января 1962, Кировоград) — украинский промышленник.
Совладелец и председатель наблюдательного совета компании «Hydrosila», в состав которой входят заводы «Гидросила», «Гидросила АПМ», «Гидросила ЛЕДА» (г. Кропивницкий, Украина). 
Совладелец и председатель наблюдательного совета компании «Эльворти ГРУП», в состав которой входят заводы «Эльворти».

## Биография
Павел Штутман родился 10 января 1962 в г. Кировограде (Украина).
Окончил Кировоградский институт сельскохозяйственного машиностроения.
Трудовую биографию начал инженером-конструктором на ОАО «Гидросила» (Кировоград), с 2008 года является Председателем Наблюдательных Советов «Hydrosila» и «Elvorti».
Женат, имеет двоих сыновей.

## Общественная работа
С июня 2007 года — председатель Организации работодателей Кировоградской области, член Совета и Президиума Федерации работодателей Украины и Национального трехстороннего социально-экономического совета при Президенте Украины.
С 1998 по 2002 года Павел Штутман — депутат Кировоградского городского совета, с 2002 по 2006 — депутат Кировоградского областного совета. В октябре 2010 г. снова избран депутатом Кировоградского областного совета.
Является председателем совета украинской Ассоциации предприятий — производителей техники и оборудования для агропромышленного комплекса «Украгромаш».

## Государственные награды и отличия
Награждён Почетной грамотой Кабинета Министров Украины за личный вклад в сельскохозяйственное машиностроение, имеет почетное звание «Заслуженный работник промышленности Украины». Награждён орденом «За заслуги» III степени.
В 2021 году Павлу Штутману было присвоено звание Почётный гражданин города Кропивницкого.